# BBC Radio 1
BBC Radio 1は、英国放送協会のラジオ放送。1967年9月30日設立。

## 概要
主に若者をターゲットとしていて、姉妹局に、主にブラックミュージックを中心としているBBC Radio 1 Xtraや、主にRadio 1のダンスミュージック番組のサイマル放送や再放送を行っているBBC Radio 1 Dance、主にRadio 1や Radio 1 Xtraのアンビエントミュージック番組のサイマル放送や再放送を行っているBBC Radio 1 Relax、イギリス国内のイギリス系インドパキスタン人を対象にして、 英語放送を中心に、ヒンディー語、ウルドゥ語、パンジャーブ語、ベンガル語の番組を放送しているBBC Asian Networkなどがある。